# Хорія (Яломіца)
Хорія (рум. Horia) — село у повіті Яломіца в Румунії. Входить до складу комуни Аксінтеле.
Село розташоване на відстані 57 км на схід від Бухареста, 44 км на захід від Слобозії, 138 км на південний захід від Галаца.

## Населення
За даними перепису населення 2002 року у селі проживали 817 осіб, усі — румуни. Усі жителі села рідною мовою назвали румунську.